# Casa Charles H. Baldwin
La casa Charles H. Baldwin es una casa histórica en Bellevue Avenue en la ciudad de Newport, en el estado de Rhode Island (Estados Unidos). Es una  propiedad contribuidora del Distrito Histórico de Bellevue Avenue, que también figura individualmente en el Registro Nacional de Lugares Históricos (NRHP).

## Descripción
La casa tiene 2 pisos y medio y su exterior es de ladrillo, tablillas y tejas. Fue diseñada por William Appleton Potter y Robert Anderson y construida entre 1877 y 1878, y es un excelente ejemplo de estilo de transición entre los estilos Reina Ana y Shingle. El edificio presenta tiene una masa asimétrica y concurrida, con muchos frontones, un porche extendido con columnas torneadas y chimeneas de ladrillo con cubiertas decorativas. Fue construida como casa de verano para el almirante de la Marina de los Estados Unidos Charles H. Baldwin.
La casa fue incluida en el NRHP el 8 de diciembre de 1971.